# Фільтрувально-вентиляційна установка
Фільтрувально-вентиляційна установка – пристрій для постачання приміщення (камери-сховища тощо) повітрям, очищеним від шкідливих домішок. Складається з вентилятора та фільтра-поглинача, що очищають повітря від оксиду вуглецю, вуглекислого газу, диму та ін. домішок. Використовується при концентрації кисню у повітрі не менше 17 %.